# Eotitanosuchus olsoni
Az Eotitanosuchus olsoni az emlősszerűek (Synapsida) osztályának a Therapsida rendjébe, ezen belül az Eotitanosuchidae családjába tartozó faj.
Nemének egyetlen faja.

## Tudnivalók
Az Eotitanosuchus olsoni (magyarul: „Olson hajnali óriás krokodilja”), egy emlősszerű állat volt, amelyet az Oroszországban, a Permi határterületen található Ocser városa mellett fedeztek fel, egy üledékes rétegben. Az állat mellett a következő fajokat is megtalálták: Biarmosuchus tener, Estemmenosuchus uralensis és Estemmenosuchus mirabilis. Az Eotitanosuchus olsoni körülbelül 255 millió évvel élt ezelőtt. Az állat hatalmas lehetett, bár a múzeumban kiállított koponya csak 35 centiméter hosszú, de ez egy fiatal példányé volt. A felnőtt állatoknak 1 méter hosszú koponyája lehetett.
Mint a Biarmosuchus tener, az Eotitanosuchus olsoni is egy ősibb emlősszerű volt, bár ragadozó életmódot folytatott, a szemei mögött a halántékcsontok kisméretűek voltak, emiatt a harapása gyenge volt. Az állat halántékcsontjának a teteje mégis nagyobb volt, mint a Biarmosuchiáknak.